# Bornerbroek
Bornerbroek est un village situé dans la commune néerlandaise d'Almelo, dans la province d'Overijssel. Le 1er janvier 2005, le village comptait 1 797 habitants.

## Histoire
Durant la Seconde Guerre mondiale, le 10 mai 1940, l'armée allemande prend la commune sans résistance de la part des forces hollandaises, la 1re Panzerdivision SS Leibstandarte-SS-Adolf Hitler pénètrent dans la commune.